# Interkosmos 12
Interkosmos 12 (Indeks COSPAR 1974-086A) – sztuczny satelita Ziemi wysłany w ramach programu Interkosmos.

## Misja
Interkosmos 12, który wysłano w dniu 31 października 1974 roku, przeprowadzał kompleksowe badania parametrów najwyższych warstw ziemskiej atmosfery (na wysokościach od 264 do 708 km), a także badania materii meteoroidowej. Aparatura została zbudowana w Bułgarii, Czechosłowacji, NRD, Rumunii, Związku Radzieckiego i na Węgrzech. Obserwacje prowadzono w Bułgarii, Czechosłowacji, NRD i Polsce. Jedno okrążenie trwało 94,1 minut, a nachylenie orbity miało wartość 74,1°.

Urządzenia satelity działały do 20 stycznia 1975 roku, a sam satelita uległ zniszczeniu w dolnych warstwach atmosfery w dniu 14 lipca 1975 roku.